# Артур Едингтон
Артур Едингтон (енгл. Arthur Stanley Eddington; 28. децембар 1882 — 22. новембар 1944) био је енглески астроном, физичар и математичар раног 20. века. Највише је допринео астрофизици. Ширио је и популаризовао науку. Едингтонова граница, граница луминозности звезда добила је име у његову част.
Познат је по томе што је превео Ајнштајнову једначину релативности на "разумљив" језик тако да свако, са било којим предзнањем, може да је разуме. Теорију релативности такође је потврдио посматрајући и проучавајући помрачење Сунца 29. маја 1919. године.

## Биографија

### Детињство
Едингтон је рођен 28. децембра 1882. године у Ланкаширу. Отац Артур Хенри (Arthur Henry Dodington) радио је у школи у Ланкаширу а затим постао директор . Умро је 1884. од тифуса који је тада био веома распрострањен у Енглеској. Мајка Сара Ен (Sarah Ann Shout) била је домаћица и подизала децу. Имали су веома мале приходе када је отац умро, па је Едингтон био школован кући.
Године 1898, пошао је на универзитет у Манчестеру где је студирао физику. Дипломирао је 1902. као најбољи у својој генерацији. Добио је стипендију за колеџ у Кембриџу где је студије завршио 1905. а затим почео да ради на термоелектронској емисији и као професор математике.

### Смрт
Едингтон је умро од рака 22. новембра 1944. Тело му је кремирано у крематоријуму у Кембриџу, а остаци се данас налазе на гробу његове мајке Саре Ен у Кембриџу.

## Астрономија
У јануару 1906. године Едингтон је постао асистент на краљевској опсерваторији у Гриничу. Детаљно је анализирао паралаксе звезда на основу снимака из 1900. године. Развио је нову статистичку методу за рачунање паралаксе засновану на кретању две звезде у позадини слике. За то је био награђен од стране Тринити колеџа у Кембриџу 1907. године. 1914. године постао је директор целе опсерваторије у Кембриџу након што су два претходна директора умрла (један од њих био је син Чарлса Дарвина)
Такође, проучавао је структуру звезда у теорији и први предложио ток стеларних процеса. 1916. покушао је да објасни цефеиде а затим проширио радове Карла Шварцшилда. Доказао је да је притисак у звезди неопходан како би се спречио колапс. Свој модел је развио када се још нису разумели процеси фузије и трансформисања енегије у звездама. Свеједно, успео је да узрачуна температуру, притисак и густину било које тачке у унутрашњости звезде. 1924. године доказао је повезаност између масе и луминозности звезде.
Године 1930, почео је да се бави квантном механиком и физиком дегенерисаног гаса како би описао патуљасте звезде.

### Космологија
Едингтон се такође бавио и космологијом. Учествовао је у развијању првих модела космологије. Истаживао је могућности скупљања и ширења свемира, као и "спиралне небуле" (тада се није знало да су то спиралне галаксије). Концентрисао се на "космолошку константу" јер је за њега она била главна улога у ширењу свемира.

## Релативност
За време Прог светског рата, Едингтон је изучавао Ајнштајнову теорију релативности. Био је један од ретких који је имао довољно знање да је разуме. 1919. посматрао је помрачење Сунца заједно са још једним колегом Френком Дајсоном како би тестирали Ајнштајнову теорију. Мерили су дефлекцију светлости од стране Сунчевог гравитационог поља. Када је објавио резултате свог експеримента, то је привукло пажњу физичарима широм Енглеске.
После рата, Едингтон је отпутовао на острво близу Африке како би снимио помрачење 29. маја 1919. Снимао је звезде око Сунца. По теорији релативности, звезде би требало да се виде помакнуто зато што Сунчево гравитационо поље "савија" њихове светлосне зраке. Овај ефекат приметан је само у току помрачења, јер је иначе Сунчева луминозност превелика и заклања звезде. Тако је потврдио теорију релативности. О томе су писале све новине на свету и привукло је пажњу не само физичара већ и цивила. Зато је Едингтон годину дана касније почеп да популаризује науку, а посебно теорију релативности.
Држао је предавања на многим факултетима о својим радовима и доприносима физици. Знао је веома добро да објасни научне изразе и по томе је био познат.